# 安业乡
安业乡，是中华人民共和国山西省吕梁市临县下辖的一个乡镇级行政单位。

## 行政区划
安业乡下辖以下地区：
暖泉会村、白家庄村、安业村、孙家圪台村、东岭上村、赵家圪台村、郭家墕村、刘家圪台村、东胜村、前青塘村、后青塘村、丁家沟村、赵家岔村、青塘沟村、下西坡村、后寨则村和任家沟村。